# 董蔷
董蔷（？—），女，中华人民共和国外交官，曾任中华人民共和国外交部档案馆馆长和中华人民共和国驻帕皮提领事。

## 生平
董蔷曾任外交部档案馆副馆长、驻南非大使馆参赞和驻泰国大使馆参赞。2017年，回任外交部档案馆副馆长，同年升任馆长。2020年11月，出任中华人民共和国驻帕皮提领事。2022年7月，自驻帕皮提领事离任。